# Mehrfachmord von Itamar
Der Mord an einer Familie in Itamar ereignete sich am Morgen des 11. März 2011 in der israelischen Siedlung Itamar im Westjordanland.

## Tathergang
Dabei drangen die Täter durch den Sicherheitszaun Itamars ein und töteten die Eltern und drei Kinder der Familie Fogel. Die drei Monate alte Hadas wurde enthauptet, die weiteren Opfer waren der vierjährige Elad und der elfjährige Joav, sowie die Eltern Ruth (35) und Udi (36). Drei Geschwister überlebten das Attentat. Als Täter wurden palästinensische Extremisten vermutet. Zu dem Mord hatten sich zunächst die palästinensischen al-Aqsa-Märtyrerbrigaden bekannt. Aufgrund der Tatumstände bezweifelte die israelische Armee jedoch die direkte Beteiligung einer Terrororganisation und geht von einem oder mehreren Einzeltätern aus. Unterdessen verbreiteten mehrere mit der palästinensischen Autonomiebehörde in Verbindung stehende Internetseiten die Nachricht, das Massaker sei von einem ausländischen Arbeiter verübt worden, dem die Siedlerfamilie angeblich Geld schuldete. Laut der israelischen Nachrichtenseite Arutz Sheva waren in Itamar jedoch keine ausländischen Arbeiter beschäftigt.

## Reaktionen
Der Präsident der palästinensischen Autonomiebehörde Mahmud Abbas verurteilte das Massaker als eine „verachtenswerte, unmoralische und unmenschliche Tat“. Laut einer Umfrage israelischer und palästinensischer Meinungsforscher unterstützten 32 Prozent der Palästinenser den Mord und 63 Prozent verurteilten ihn (Westbank 20 % zu 80 %, Gaza 51 % zu 49 %). Als Reaktion auf das Massaker genehmigte die israelische Regierung 400 neue Siedlungsbauten und es kam zu Angriffen militanter Siedler auf unbeteiligte Palästinenser.

## Ermittlungen und Gerichtsurteil
Im April 2011 wurden zwei palästinensische Tatverdächtige festgenommen, welche aus dem zu Itamar benachbarten Dorf Awarta stammen. Die beiden 18- und 19-jährigen Jugendlichen, Hakim und Amjad Awad, waren Mitglieder der Volksfront zur Befreiung Palästinas. Der israelische Inlandsgeheimdienst Schin Bet fand jedoch keine Hinweise darauf, dass sie im direkten Auftrag der Terrororganisation handelten. Sechs weitere Bewohner des Dorfes – darunter vier Familienangehörige der Tatverdächtigen – wurden festgenommen, da sie versucht haben sollen, Beweismaterial zu verstecken.
Am 13. September 2011 wurde Hakim Awad von einem Militärgericht zu fünf Mal Lebenslänglich plus fünf Jahre Haft verurteilt. Im Mai 2011 gab es noch Überlegungen, ob nicht die Todesstrafe beantragt werden sollte, da beide keinerlei Reue zeigten. Dies wäre nur symbolisch gewesen, da ein Todesurteil in Israel zwar möglich, aber nur ein einziges Mal und zwar gegen den NS-Verbrecher Adolf Eichmann wegen seiner Beteiligung an der Shoah vollstreckt wurde. Amjad Awad wurde am 28. November 2011 verurteilt und erhielt am 16. Januar 2012 die gleiche Strafe. Auch bei ihm überlegte das Gericht lange, ob nicht die Todesstrafe verhängt werden sollte.
Beide Attentäter gestanden die Morde und stellten sie für die Ermittler nach. Sie zeigten keinerlei Reue und gaben vielmehr zu, dass sie die drei überlebenden Kinder nur deshalb verschont hatten, weil sie diese nicht entdeckten.

## Weiterer Prozess
Im Februar 2018 reichte die Familie Fogel vor dem Bezirksgericht Jerusalem Klage auf Schadensersatz gegen die PFLP, die Palästinensische Befreiungsorganisation (PLO) und die Palästinensische Autonomiebehörde (PA) ein. Die Kläger begründeten die Klage damit, dass die Terroristen erhebliche Löhne von der PA erhalten. Das widerspreche jeglicher Logik und der Gerechtigkeit. In diesen Zahlungen sehen sie  ein Motiv für den Anschlag. Nach Informationen des Medienbeobachtungsinstitutes „Palestinian Media Watch“ hat jeder der beiden Mörder bislang umgerechnet rund 85.400 Euro erhalten. Entsprechend einer Tabelle der PA, die alle fünf Jahre eine Erhöhung vorsieht, soll das monatliche Terrorgehalt nun von etwa 1.000 Euro auf 1.500 Euro steigen.